# Mikael Löfgren (författare)
Mikael Löfgren, född 29 april 1954 i Karlskrona, är en svensk författare och kritiker, kulturjournalist och föreläsare, som är verksam som lärare vid Nätverkstan/Kulturverkstan i Göteborg samt som frilansskribent. I maj 2021 publicerade Löfgren Kulturstrider & statskonst. Historiska perspektiv och kulturpolitiska utmaningar.  

## Biografi
Mikael Löfgren växte upp i Karlskrona, Kalmar och Växjö. 1974 flyttade han till Göteborg för studier i litteraturvetenskap, historia och filosofi. Efter avlagd fil kand-examen 1976 påbörjade han forskarstudier i litteraturvetenskap med bland andra Kurt Aspelin som lärare. 
Samma år inledde Löfgren sin kulturjournalistiska karriär i Göteborgs-Tidningen. Senare kom han att frilansmedarbeta i bland annat Arbetet, Aftonbladet och Expressen (1982–1989). 1985–1989 var Löfgren redaktör för tidskriften Ord & Bild, som under hans redaktörskap flyttades från Stockholm till Göteborg. 1989–1990 var Löfgren redaktör på SVT:s ”Kulturen”. Från 1990 har Löfgren medarbetat i Dagens Nyheter, huvudsakligen som kulturjournalist och teaterkritiker.
1992–1993 arbetade Löfgren som dramaturg på Unga Klara i Stockholm, tillsammans med bland andra regissörerna Etienne Glaser (”Typ 931 Oidipos”) och Mats Ek (”Dans med nästan”).
1994–1995 var Löfgren anställd som lärare på kulturvetarprogrammet vid Göteborgs universitet.
2002–2009 deltog Löfgren i och rapporterade från den globala rättviserörelsens sociala världsforum i bland annat Porto Alegre, Florens, Mumbai, Paris, Caracas, Nairobi och Belém.
2009 var Löfgren en av grundarna till MR-organisationen Ship to Gaza, som arbetar för att häva den israelisk-egyptiska blockaden mot den palestinska enklaven Gaza. 2010-2012 var Löfgren organisationens mediesamordnare. 2012, under den så kallade Estelle-aktionen, var Löfgren ansvarig för mediestrategin även inom den internationella koalitionen Freedom Flotilla.
2017–2018 var Mikael Löfgren Global Cultural Fellow vid Institute for International Cultural Relations (IICR), University of Edinburgh.
Mikael Löfgren är gift, har fem barn, och bor på Bohus-Björkö i Göteborgs norra skärgård.

## Författarskap
Som författare och skribent har Mikael Löfgren utgivit antologier om postmodernism, svenskhet och Göteborgskravallerna, han har skrivit om fotboll, Mellanösternkonflikten och samtidskonsthallar, publicerat essäböcker och rapporter, reportage och barnboken ”Rädda pappan”.
1999 publicerade han Jobb, ett kulturkritiskt essäreportage om arbete. I Inga undantag (2015) skisserade Löfgren ett alternativt sätt att förstå det värdeskapande som äger rum i små och medelstora organisationer för samtidskonst. 2018 samlade han debatten kring Bokmässan och Nya Tider i Ska man tala med nazister?.